# بخش دنویل، شهرستان بلو ارث، مینه سوتا
بخش دنویل (به انگلیسی: Danville Township) یک منطقهٔ مسکونی در ایالات متحده آمریکا است که در شهرستان بلو ارث، مینه‌سوتا واقع شده‌است.
 بخش دنویل ۹۳٫۵ کیلومتر مربع مساحت و ۲۶۲ نفر جمعیت دارد و ۳۱۲ متر بالاتر از سطح دریا واقع شده‌است.